# Zeche Petrus Segen
Die Zeche Petrus Segen ist ein ehemaliges Steinkohlenbergwerk in Hattingen-Bredenscheid-Niederstüter. Das Bergwerk war auch unter dem Namen Zeche Petrussegen bekannt.

## Geschichte

### Die Anfänge
Im Jahr 1791 wurde die altrechtliche Gewerkschaft Petrus Segen gegründet. Noch im selben Jahr wurde das Bergwerk gegründet und auch im gleichen Jahr in Betrieb genommen. Am 5. Oktober des Jahres 1793 wurde ein Längenfeld verliehen. Noch vor dem Jahr 1800 wurde der Betrieb wieder eingestellt. Im Jahr 1919 war das Bergwerk wieder für eine kurze Zeit in Betrieb.

### Die weiteren Jahre
Im Jahr 1942 wurde das Bergwerk nach längerer Stillstandsphase wieder in Betrieb genommen. Es wurde begonnen, einen tonnlägigen Schacht abzuteufen. Der Schacht wurde südlich von Hattingen angesetzt. Während der Teufarbeiten wurden bei einer Teufe von 160 Metern alte Grubenbaue angefahren. Bei diesen Grubenbauen handelte es sich um Baue des Vorgängerbergwerks, das den Betrieb Anfang des 20. Jahrhunderts eingestellt hatte. Der Betrieb des Bergwerks wurde erneut eingestellt. Im Juni des Jahres 1945 wurde das Bergwerk wieder in Betrieb genommen. Im Jahr 1946 war ein tonnlägiger Förderschacht mit einer Gesamtteufe von 80 Metern vorhanden. Die Fördersohle lag bei einer seigeren Teufe von 35 Metern. Die Berechtsame umfasste eine Fläche von 0,6 km2. Im Jahr 1950 wurde begonnen, einen seigeren Schacht zu teufen. Im Jahr darauf wurde der Schacht bei einer Teufe von 63 Metern in Förderung genommen. Die Förderung im tonnlägigen Schacht wurde danach beendet. Der Schacht diente weiter zur Bewetterung. Im Laufe der weiteren Betriebsjahre wurden nacheinander sechs Wetterüberhauen erstellt. Im Jahr 1952 hatte das Baufeld die Abmessungen von 1200 Metern streichend und 450 Metern querschlägig. Ab dem Jahr 1956 waren zwei Betriebsanlagen vorhanden. Ab dem Jahr 1959 wurde im Hauptflöz abgebaut. Im Jahr 1961 wurde der 1950 geteufte tonnlägige Schacht aufgegeben. Zu diesem Zeitpunkt waren vier Wetterhauen vorhanden. Im Jahr 1962 wurde der Betrieb eingestellt. Am 18. März des Jahres 1963 wurde die Zeche Petrus Segen stillgelegt. Im selben Jahr wurde auf dem Baufeld eine Kleinzeche mit dem Namen Zeche Hauptflöz in Betrieb genommen.

## Förderung und Belegschaft
Auf dem Bergwerk wurde Magerkohle abgebaut und gefördert. Die ersten Förder- und Belegschaftszahlen stammen aus dem Jahr 1919, in diesem Jahr waren 116 Bergleute auf der Zeche beschäftigt, die eine tägliche Förderung von 160 Tonnen Steinkohle erbrachten. Im Jahr 1945 wurden 1066 Tonnen Steinkohle gefördert, die Belegschaftszahl lag bei elf Beschäftigten. Im Jahr 1950 waren 109 Beschäftigte auf dem Bergwerk, die Förderung betrug 34.189 Tonnen Steinkohle. Die maximale Förderung wurde im Jahr 1952 erbracht, mit 116 Beschäftigten wurden 46.230 Tonnen Steinkohle gefördert. Im Jahr 1955 waren 133 Mitarbeiter auf dem Bergwerk beschäftigt, die Förderung betrug 37.720 Tonnen Steinkohle. Im Jahr 1956 wurde mit 143 Beschäftigten eine Förderung von 28.495 Tonnen Steinkohle erbracht. Im Jahr 1958 wurde eine Förderung von rund 37.000 Tonnen Steinkohle erbracht. Im Jahr 1960 wurden 39.155 Tonnen Steinkohle gefördert. Die letzten Förder- und Belegschaftszahlen stammen aus dem Jahr 1962, als mit 36 Beschäftigten 10.199 Tonnen Steinkohle gefördert wurden.